# リチャード・ブレント
リチャード・パース・ブレント （Richard Peirce Brent) はオーストラリアの 数学者・計算機科学者。オーストラリア国立大学 (ANU) 名誉教授。 2005年3月から2010年3月にかけて、連邦フェローとしてANUに所属していた。彼の研究分野には数論 (特に素因数分解)、擬似乱数列生成器、コンピュータ・アーキテクチャ及びアルゴリズム解析が含まれる。
1973年、彼は現在ブレント法として知られている求根アルゴリズム (方程式を数値的に解くアルゴリズム) を公表した。
1975年、彼はユージン・サラミンと独立に、円周率の高精度な計算に用いられるサラミン＝ブレントのアルゴリズムを考案した。 それと同時に、彼は (log(x)やsin(x)を含む) 全ての初等関数は、ガウスの算術幾何平均を用いて、{\displaystyle \pi }と (小さな定数倍の差を除けば) 同じ時間で高精度の評価が可能であることを示した。
1975年、彼はリーマンゼータ関数の最初の7500万個の複素零点が臨界線上にあることを示し、リーマン予想に対するある程度の経験的根拠を提供した。
1980年、彼はノーベル賞受賞者のエドウィン・マクミランとともに、オイラー＝マスケロー二の定数{\displaystyle \gamma }を ベッセル関数を用いて高精度に計算する方法を発見し、{\displaystyle \gamma }は単純な p/q (ここで p と q は整数) の形にならず、q は少なくとも (1015000 を超える) 巨大数でなければならないことを示した。
1980年、彼はジョン・ポラードとともに、ポラード・ロー素因数分解法の変形版アルゴリズムを用いて、8番目のフェルマー数を素因数分解した。 彼は後に10番目と11番目のフェルマー数を、レンストラの楕円曲線素因数分解法を用いて素因数分解した。
2002年、ブレント、Samuli Larvalaとポール・ジマーマン は GF(2) 上の非常に大きな原始三項式を発見した:
{\displaystyle x^{6972593}+x^{3037958}+1.}
この多項式の次数 6972593 は、メルセンヌ素数の指数である。
2009年と2016年に、ブレントとポール・ジマーマンはいくつかの更に大きな原始三項式を発見した。例:
{\displaystyle x^{43112609}+x^{3569337}+1.}
この次数 43112609 もまた、メルセンヌ素数の指数である。 発見された最高次数の三項式の次数は 74,207,281であり、これもメルセンヌ素数の指数である。
2011年、ブレントとポール・ジマーマンは算術計算を実行するアルゴリズムと、現代のコンピュータ上での実装に関する書籍 Modern Computer Arithmetic (ケンブリッジ大学出版局) を出版した。
ブレントは Association for Computing Machinery (ACM)、 IEEE、SIAM及びオーストラリア科学院のフェローである。2005年、彼はオーストラリア科学院からハンナン・メダルを授与された。2014年、マッコーリー大学からモーヤル・メダルを授与された。